# Koh-e Kirthar
Koh-e Kirthar (sindhi: کير ٿر جبل; urdu: كوه کیرتھر, Koh-e Kīrthar; ang.: Kirthar Range) – pasmo górskie o długości ok. 300 km w południowo-zachodnim Pakistanie, w prowincjach Sindh i Beludżystan. Stanowi wschodnią granicę Wyżyny Irańskiej. Najwyższy szczyt w tym paśmie ma wysokość 2171 m n.p.m. Pasmo zbudowane jest głównie z wapieni i piaskowców.
W górach znajduje się Park Narodowy Kirthar.